# Zameus squamulosus
Zameus squamulosus (лат.) — вид акул семейства сомниозовых отряда катранообразных. Эти акулы распространены широко, но неравномерно. Они обитают во всех океанах, за исключением Северного Ледовитого. Встречаются на глубине до 1450 м. Размножаются яйцеживорождением. Максимальный размер 84 см. Не представляют интереса для рыбного промысла.

## Таксономия
Вид впервые был научно описан в 1877 году. Голотип представляет собой самку длиной 69 см, пойманную в водах Японии на глубине 631 м. В литературе этот вид часто упоминается под синонимом Scymnodon obscurus (Vaillant, 1888). Видовое название происходит от слова лат. squama — «чешуя».

## Ареал
Zameus squamulosus обитают во всех океанах за исключением Северного Ледовитого и восточной части Тихого океана. Они встречаются у берегов Австралии, Бразилии, Исландии, Японии, Марокко, Новой Зеландии, Мадейры, Сенегала, ЮАР, Суринама и США. Эти акулы попадаются на материковом и островном склоне на глубине от 550 до 1450 м. В целом они держатся у дна, однако в водах Бразилии они встречаются в эпипелагиали и в открытом океане.

## Описание
Голова низкая и плоская. Рыло узкое и вытянутое. Расстояние от кончика рыла до рта больше ширины рта и почти равно расстоянию от нижнего симфиза до первой жаберной щели. Рот узкий, короткий, вытянут поперечно. Жаберные щели короткие, самая длинная из них не превышает половину длины глаза. Широкие грудные плавники имеют форму листа. Брюшные плавники маленькие, равны по размеру второму спинному плавнику. Хвостовой плавник асимметричный, у края верхней лопасти имеется ярко выраженная вентральная выемка, нижняя лопасть широкая. Хвостовой стебель длинный. Расстояние между основаниями второго спинного плавника и верхней лопасти хвостового плавника почти равно длине основания второго спинного плавника. Окраска ровного чёрного цвета. Анальный плавник отсутствует.

## Взаимодействие с человеком
Вид не представляет интереса для коммерческого рыбного промысла. В качестве прилова эти акулы попадаются в донные тралы и сети. Пойманных акул употребляют в пищу в солёном и сушёном виде, а также используют для производства рыбной муки. Международный союз охраны природы оценил статус сохранности вида как «Вызывающие наименьшие опасения».